# تاموريجو

شعار بلدية تاموريجو

بلدية تاموريجو (بالإسبانية: Tamurejo)‏, هي إحدى بلديات مقاطعة بطليوس, التي تقع في منطقة إكستريمادورا, والتي تقع في غرب إسبانيا.
يبلغ عدد سكانها 276 نسمة وفقاً لإحصائية سنة (2002).